# Anaglyptus croesus
Anaglyptus croesus är en skalbaggsart som beskrevs av Carlo Pesarini och Andrea Sabbadini 1996. Anaglyptus croesus ingår i släktet Anaglyptus och familjen långhorningar. Inga underarter finns listade i Catalogue of Life.